# Kanonischer Name
Ein Kanonischer Name ist in der Technischen Informatik ein standardisierter, ausgezeichneter, eindeutiger Name von Objekten, Ressourcen oder Benutzern. Ein Kanonischer Name muss den im jeweiligen Kontext gültigen Regeln folgen. Beispielsweise kann der Zeichensatz eingeschränkt sein, so dass Zeichen weggelassen oder umgewandelt werden müssen. Deshalb sind weitere Aliasnamen üblich, die nicht diesen Regeln folgen.
Beispiele für Anwendung kanonischer Namen:
- CNAME als Host-Namen in DNS-verwalteten Netzwerken;[1] siehe CNAME Resource Record.
- Objektnamen im Active Directory[2]
- canonical name für Klassen in Java[3]
- Kanonischer Seitenname in Wikipedia[4]